# La Alberguería de Argañán
La Alberguería de Argañán är en ort i Spanien.   Den ligger i provinsen Provincia de Salamanca och regionen Kastilien och Leon, i den västra delen av landet, 260 km väster om huvudstaden Madrid. La Alberguería de Argañán ligger 737 meter över havet och antalet invånare är 186.
Terrängen runt La Alberguería de Argañán är platt västerut, men österut är den kuperad. La Alberguería de Argañán ligger nere i en dal. Runt La Alberguería de Argañán är det mycket glesbefolkat, med 6 invånare per kvadratkilometer. Närmaste större samhälle är Fuenteguinaldo, 11,9 km öster om La Alberguería de Argañán. Omgivningarna runt La Alberguería de Argañán är huvudsakligen savann.